# Слобідський горіх чорний
Горіх чорний (ділянка №6) — ботанічна пам'ятка природи місцевого значення в Україні. Розташована в межах Товстенської селищної громади Чортківського району Тернопільської області, на схід від села Слобідка, у квадраті 3 виділі 3 Дорогичівського лісництва ДП «Бучацьке лісове господарство», в межах лісового урочища «Чагар».

## Пам'ятка
Оголошені об'єктом природно-заповідного фонду рішенням виконкому Тернопільської обласної ради № 645 від 13 грудня 1971 року (в ТЕСі — 18 березня 1994 року).

## Характеристика
Площа — 1 га. Під охороною — високопродуктивне насадження горіха чорного 1-го бонітету, віком 55 р., діаметром 20 см. Цінне в зеленому господарстві.